# Președinții Egiptului
| Președinte                             | Perioadă                             |
| -------------------------------------- | ------------------------------------ |
| General Maior Muhammad Naguib          | 1953 - 1954                          |
| Colonel Gamal Abdel Nasser             | 1954 - 1970                          |
| Mareșal Anwar Sadat                    | 1970 - 1981                          |
| Sufi Abu Taleb (Act. Președinte)       | 6 octombrie 1981 - 14 octombrie 1981 |
| Șef Aviație Mareșal Hosni Mubarak      | 1981 - 2011                          |
| Ambasador Atef Obeid (Act. Președinte) | 9 iunie 2004 - 21 iunie 2004         |